# Javier Algarra Bonet
Javier Algarra Bonet (Barcelona, 20 de setembre de 1961) és un periodista barceloní del Grupo Intereconomía.

## Biografia
És llicenciat en Ciències de la Informació per la Universitat Autònoma de Barcelona. Va començar a treballar el 1980 al Diari de Barcelona i, el 1981, va ingressar a RTVE. Va ser Director d'Informatius de RNE a Catalunya i redactor de TVE a Sant Cugat. Es va traslladar a Madrid en 1988, i va ser coordinador de España a las 8:00, El diario de las dos i director dels informatius del cap de setmana a RNE, així com subdirector del programa Quien sabe donde en TVE.
El 1992 va ser corresponsal de RNE al Regne Unit i Irlanda i col·laborador d'Interviú. Va tornar a Espanya el 1992 com a Director Executiu dels Informatius de TVE on va dirigir el Telediario de les 15.00 i va organitzar grans operatius com la Cimera Iberoamericana d'illa Margarita (Veneçuela), la cimera de l'OTAN a Madrid, el viatge del Papa a Cuba, o les noces de la Infanta Cristina amb Iñaki Urdangarín, programa que va presentar davant les càmeres per petició expressa de Pilar Miró. També a TVE va dirigir i va presentar diversos Especials Informatius, com les eleccions a França, Regne Unit o els Estats Units, així com l'Especial per la mort de Lady Di i de Teresa de Calcuta.
El 1998 es va incorporar a Antena 3 com a Director Executiu d'Informatius, on va organitzar el desenvolupament de les corresponsalies i centres territorials a Catalunya, València, Gran Canària, Tenerife, Aragó, Galícia, Andalusia, Balears i Castella i Lleó. En aquesta cadena va dirigir l'espai Noticias 1, informatiu presentat per Matías Prats Luque i Susanna Griso.
El 1999 va ser nomenat Director General d'Informatius en Onda Cero, on va dirigir i va presentar el programa La Brújula. Va posar en marxa "ondacero.es", la primera radio a la carta d'Europa.
El 2002 va ser nomenat Director d'Informatius d'Antena 3. Posteriorment, com a Director General de Lagunmedia, va dirigir la producció de programes i desenvolupament d'imatge corporativa per a canals com IB3 Televisió de Balears, Veo Televisión, Neox i Nova d'Atresmedia i Telemadrid.
El 2008 va ser nomenat Director d'Informatius de Cap de setmana d'Intereconomía Televisión, i l'any següent en fou nomenat Director d'Informatius. El 2010 va posar en marxa el programa Dando Caña, que va presentar durant tres anys, fins a ser nomenat director de El gato al agua, el gener de 2013.
És força oposat al catalanisme, fins i tot ha afirmat que a les escoles catalanes es produeix un adoctrinament que ha comparat amb el nazisme. Així mateix, ha afirmat sentir-se profundament català, negant l'acusació de ser anticatalà.
El novembre de 2016 va deixar de presentar la tertúlia política de Intereconomía Televisió El gato al agua.

## Obres
- Prisionero en Cuba (Libros Libres, 2012).
- Sindicatos, S.A., Toxo y Méndez, los mandarines del capitalismo sindical amb Xavier Horcajo (Sekotia, 2014).
- Epíleg de Nos duele Cataluña (Galland Books, 2014), de Begoña Marín, amb pròleg d'Albert Boadella i entrevistes a personatges com Jorge Fernández Díaz, Félix de Azúa, Rosa Maria Calaf, Javier Nart o Augusto Ferrer-Dalmau.

## Premis
- Premi Zapping de Televisió 1998 (Catalunya), com a director de Noticias 1 d'Antena 3, al millor informatiu.
- Antena de Oro 2009, com a Director d'Informatius de Cap de setmana de Intereconomía Televisión.